# Grand-Prix-Saison 1934
In der Grand-Prix-Saison 1934 wurde von der AIACR erneut keine Grand-Prix-Europameisterschaft ausgeschrieben. Dafür fand in diesem Jahr mit den Großen Preisen von Monaco in Monte Carlo, Frankreich in Linas-Montlhéry, Deutschland auf dem Nürburgring, Belgien in Spa-Francorchamps, Italien in Monza und Spanien in Lasarte eine neue Rekordzahl von sechs Grandes Épreuves statt. Dazu kam mit dem Großen Preis der Schweiz noch ein weiterer offizieller Internationaler Grand Prix hinzu, der jedoch noch nicht in die höchste Rennkategorie mit aufgenommen worden war. Außerdem wurden in diesem Jahr noch über 20 weitere wichtige internationale Rennen ausgerichtet, unter denen vor allem die Rennen von Tripolis, auf der Berliner AVUS, Pescara und das Masaryk-Rennen in Brünn (Tschechoslowakei) herausragten. Im Unterschied zu den Grandes Épreuves war den jeweiligen Veranstaltern die Anwendung der Internationalen Formel nicht zwingend vorgeschrieben, auch wenn letztlich doch größtenteils das gleiche Wagenmaterial zum Einsatz kam. Bei einer so großen Zahl von Rennen – so viele wie in noch keiner Saison zuvor – waren Terminkollisionen unvermeidlich.
Die wesentlichste Änderung in den Grand-Prix-Regularien war die Einführung eines Maximalgewichts für die Rennwagen von 750 kg in der neuen Internationalen Grand-Prix-Rennformel. Der Saisonverlauf wurde geprägt vom Neueinstieg der beiden deutschen Automobilkonzerne Mercedes-Benz und Auto Union, die zum Ende eine dominierende Position herausgefahren hatten. Zu Beginn der Saison hatten dagegen noch die von der Scuderia Ferrari eingesetzten Alfa-Romeo-Rennwagen das Geschehen in den Grand-Prix-Rennen bestimmt, die auch in den weniger bedeutenden Rennen die meisten Erfolge erzielten.

## Reglement
Erstmals seit 1931 enthielt die für 1934 verabschiedete Internationale Grand-Prix-Formel wieder konkrete technische Bestimmungen, die bei den Rennfahrzeugen einzuhalten waren. Die wesentlichste Restriktion war die Festlegung eines maximalen Leergewichts für die Wagen (ohne Fahrer, Reifen oder Flüssigkeiten) von 750 kg, wodurch man eine weitere ungezügelte Steigerung der Motorengrößen und damit der Geschwindigkeiten – letztlich vergebens – zu verhindern hoffte. Die Wagen mussten außerdem im Bereich des Cockpits eine Mindestbreite von 85 cm aufweisen, während die Zusammensetzung des Treibstoffs völlig freigegeben wurde. Für die offiziellen Internationalen Grand-Prix-Rennen galt weiterhin die Vorgabe einer Mindestdistanz von 500 km, wovon allerdings der Große Preis von Monaco, wie schon im Vorjahr, wegen seiner besonderen Streckencharakteristik ausgenommen wurde.
Beim Großen Preis von Deutschland auf dem Nürburgring mussten letztmals bereits überrundete Teilnehmer nach der Zieldurchfahrt des Siegers die vorgegebene Rundenzahl noch zu Ende fahren. Bei den übrigen Grand-Prix-Rennen kamen dagegen nun alle Fahrer in die Wertung, die nach dem Abwinken des Führenden die Ziellinie aus eigener Kraft überquerten, selbst wenn sie noch nicht die volle Renndistanz absolviert hatten und eigentlich noch weitere Runden zu fahren gehabt hätten. Ausgefallene Wagen wurden dagegen üblicherweise nicht gewertet, selbst wenn sie bereits eine größere Distanz bzw. mehr Runden zurückgelegt hatten als manche der am Ende noch gewerteten Teilnehmer. Bis auf den Großen Preis von Monaco, wo die Startpositionen wie im Vorjahr anhand der erzielten Trainingszeiten vergeben wurden, wurden die Startaufstellungen zu den übrigen Grandes Épreuves weiterhin mittels Losverfahren vergeben.

## Saisonbeschreibung
Aus Sorge um die ungezügelte Steigerung der Motorleistungen hatte die AIACR auf ihrem jährlichen Treffen im Oktober 1932 entschieden, in die Internationale Rennformel für 1934 wieder technische Bestimmungen aufzunehmen, um die Freiheit der Konstrukteure von Grand-Prix-Rennwagen einzuschränken. Aufgrund der Erfahrungen aus 1926 sollten jedoch die aktiven Hersteller Alfa Romeo, Maserati und Bugatti nicht zu sehr verprellt werden, so dass man sich bei der Festsetzung der Regularien grundsätzlich an den bereits existierenden Grand-Prix-Modellen orientierte. Als Ergebnis kam eine Begrenzung des Leergewichts der Wagen ohne Fahrer, Reifen, Treibstoff, Kühlwasser und andere Flüssigkeiten von 750 kg heraus, womit man allenfalls nur noch ein moderates Anwachsen der Motorengrößen für möglich hielt.
Diese Erwartung schien sich zunächst zu bestätigen, denn zu Saisonbeginn traten die drei Hersteller weiterhin mit ihren Vorjahresmodellen an, die nur, so weit es im Einzelfall erforderlich war, durch einfache Modifikationen im Cockpitbereich auf die erforderliche Mindestbreite gebracht worden waren, so dass der Rennbetrieb zunächst gegenüber dem Vorjahr nahezu ohne merkliche Änderungen weiterlief. Lediglich für einige Exemplare des Alfa Romeo Tipo B war der Hubraum der Motoren innerhalb der Gewichtsgrenze leicht von 2,6 auf 2,9 Liter angehoben worden und die Scuderia Ferrari, die mit dem mittlerweile verstaatlichten Alfa-Romeo-Konzern bereits im Vorjahr ein Abkommen über den Einsatz der Werksrennwagen geschlossen hatte, sah sich damit nach den Erfolgen der beiden vorangegangenen Jahre auch angesichts des bevorstehenden Einstiegs der beiden deutschen Rennställe weiterhin gut gerüstet. Um aus der Rekordzahl an angesetzten Rennen ein Maximum an Erfolgen und damit auch an Start- und Preisgeldern herauszuholen, hatte das Team eine ebenso zahlenmäßig stattliche wie auch fahrerisch hochkarätig besetzte Mannschaft um die beiden Spitzenpiloten Louis Chiron und Achille Varzi sowie den stark aufkommenden Nachwuchsfahrer Guy Moll zusammengestellt. Neben Carlo Felice Trossi, der nun auch die Firmenanteile der beiden Mitbegründer der Scuderia, Augusto und Alfredo Caniato, übernommen hatte, sowie dem erfahrenen Marcel Lehoux als Freund und Mentor von Moll fuhren in der Saison noch zahlreiche weitere Stamm- und Ergänzungsfahrer für das Team. Damit war es bei Terminüberschneidungen möglich, die Mannschaft zu teilen, um an mehreren Orten gleichzeitig erfolgreich sein zu können. In der Tat konnten die Alfa-Romeo-Fahrer unmittelbar nach dem Auftaktsieg von Moll beim ersten Grande Épreuve der Saison, dem ersten Rennen nach der neuen Formel, in Monaco gleich noch sechs weitere Rennen in direkter Folge gewinnen und bis zum Saisonende kamen noch neun weitere Erfolge hinzu.
Bei Bugatti mussten sich die Stammfahrer René Dreyfus, Jean-Pierre Wimille, Robert Benoist und Antonio Brivio wie auch der sporadisch für das Team startende Tazio Nuvolari – dies war neben Maserati seine zweite Option – dagegen zunächst noch in Geduld üben, bis zum Heimrennen beim Großen Preis von Frankreich eine auf 3,3 Liter Hubraum vergrößerte Version des Bugatti Type 59 zur Verfügung stand. Als einzige immer noch zweisitzig ausgelegte und rundum noch mit Seilzugbremsen ausgerüstete Grand-Prix-Konstruktion war das Modell jedoch gegenüber den italienischen Konkurrenten zunehmend ins Hintertreffen geraten und wirkte beim Erscheinen der neuen Rennwagen aus Deutschland schließlich endgültig völlig veraltet. Allein dem Fernbleiben der Deutschen und dem gleichzeitigen Totalausfall der beiden gestarteten Alfa Romeos beim Großen Preis von Belgien zur Mitte der Saison war es zu verdanken, dass der Name Bugatti ein letztes Mal in der bis dahin so erfolgreichen Firmengeschichte in die Siegerliste eines Internationalen Grand Prix eingetragen werden konnte.
Auch Maserati rutschte nach dem kurzen Höhenflug zur Mitte der Vorsaison, der ohnehin in erster Linie dem fahrerischen Können von Tazio Nuvolari zu verdanken war, nun doch wieder zusehends ins Mittelfeld ab. Reglementbedingt und um der geringen Verwindungssteifigkeit des extrem schmal gebauten 1933er Modells entgegenzuwirken, wurden die neuen Maserati 8CM wahlweise mit breiteren Rahmen ausgeliefert, wodurch es jedoch problematisch wurde, das Gewichtslimit einzuhalten. Eine moderne vollständige Neukonstruktion war für die Kunden dieses kleinen italienischen Rennwagenbauers vorläufig nicht in Sicht und auch der neue Sechszylindermotor vom Typ Maserati 6C-34, der als Übergangslösung für den Einbau in das alte Chassis angeboten wurde, stand erst zum Saisonende zur Verfügung. Obendrein zog sich Nuvolari als einziger im Maserati-Lager verbliebener Spitzenfahrer gleich im zweiten Rennen der Saison in Alessandria bei einem schweren Unfall einen Beinbruch zu, durch den er mehrere Wochen lang außer Gefecht gesetzt wurde. So konnte lediglich Philippe Étancelin, der ebenfalls einen älteren 8CM fuhr, als einziger unter den vorwiegend privat antretenden Maserati-Fahrern einigermaßen passable Resultate bei weniger bedeutenden Veranstaltungen erzielen, bevor der wieder genesene Nuvolari am Saisonende in den beiden Rennen von Modena und Neapel mit dem neuen Sechszylinder doch noch zwei Siege über die Ferrari-Mannschaft erringen konnte.
Angesichts der bis dahin nur schwachen Konkurrenz war für die erfolgsgewohnte Scuderia Ferrari das starke Abschneiden der der beiden neuen deutschen Teams von Mercedes-Benz und der Auto Union in der zweiten Saisonhälfte eine unangenehme Überraschung. Zwar wurde ein Premierensieg der silberfarbenen deutschen Rennwagen gleich bei ihrem ersten Auftritt auf der Avus noch von Kinderkrankheiten verhindert. Nachdem die Rennwagen von Mercedes-Benz noch vor dem Start wegen technischer Probleme wieder zurückgezogen worden waren, hatte Auto-Union-Fahrer Hans Stuck bis zu seinem Ausscheiden den größten Teil des Rennens angeführt. Erst danach konnte Guy Moll mit seinem für diesen äußerst schnellen Hochgeschwindigkeitskurs speziell mit einer Stromlinienkarosserie versehenen Alfa Romeo nach seinem Monaco-Sieg hier den zweiten großen Erfolg seiner jungen Karriere einfahren. Später in der Saison kam er bei einem Rennunfall in Pescara ums Leben, was für das Team einen schweren Rückschlag bedeutete. Und spätestens nach den Siegen von Manfred von Brauchitsch beim ersten Mercedes-Start der Saison zum Eifelrennen auf dem Nürburgring wie auch wenig später dem Erfolg von Stuck an gleicher Stelle beim Großen Preis von Deutschland war trotz eines Alfa-Romeo-Dreifachsiegs von Chiron, Varzi und Moll beim großen Preis von Frankreich klar, dass mit den Silberpfeilen eine mehr als ernst zu nehmende Konkurrenz erwachsen war, an der bis zum Saisonende kein Weg mehr vorbeiführen würde.
Nicht zuletzt dank staatlicher Förderung – beide deutschen Unternehmen profitierten direkt von einem mit anfangs je 225.000 Reichsmark (entspricht heute ca. 1.222.000 Euro) dotierten speziellen Förderprogramm des autofreundlich eingestellten Hitler-Regimes wie auch indirekt in erheblichem Umfang unter anderem durch das neue Rüstungsprogramm – war es vor allem bei Daimler-Benz nach der vorübergehenden, durch die vorangegangene Weltwirtschaftskrise bedingten Abstinenz gelungen, gleich bei der Rückkehr in den Grand-Prix-Sport unmittelbar neue Maßstäbe bezüglich Technologie und Perfektion zu setzen. Dem Entwicklungsteam um Chefkonstrukteur Hans Nibel war es nicht nur gelungen, mit dem 3,4-Liter-Reihenachtzylinder von über 300 PS Leistung den stärksten Motor unter den Grand-Prix-Herstellern im Rahmen der neuen 750-kg-Formel zu entwickeln, mit Einzelradaufhängung rundum und optimaler Gewichtsverteilung dank der neuartigen Transaxle-Bauweise wurde mit dem Mercedes-Benz W 25 erstmals seit den 1920er Jahren im Rennwagenbau wieder ein bedeutender Fortschritt bezüglich Fahrwerkstechnik und Straßenlage erzielt.
Wie es sich für Deutschlands traditionsreichsten Rennstall geziemte, war auch die fahrerische Besetzung entsprechend: Weil zu Beginn der Saison noch nicht sicher abzusehen war, ob und wann der langjährige Spitzenfahrer Rudolf Caracciola nach seinem Vorjahresunfall beim Großen Preis von Monaco wieder in der Lage sein würde, auf seinem bisherigen Niveau einen Grand-Prix-Wagen zu steuern, war der bei Alfa Romeo zuletzt sehr unzufriedene Italiener Luigi Fagioli verpflichtet worden, der endlich seine Chance sah, die Nummer-1-Position in einem Spitzenteam einzunehmen. Ihm zur Seite stand zunächst der ebenso ehrgeizige wie draufgängerische Manfred von Brauchitsch – Sieger des Avusrennens von 1932 –, bevor dann auch Caracciola, trotz noch nicht völliger Genesung und unter starken Schmerzen fahrend, doch wieder vorzeitig ins Cockpit seines Rennwagens zurückkehrte. Das Verhältnis der drei Fahrer untereinander war damit von Anfang an von einer starken Rivalität geprägt, die in der Folgezeit regelmäßig zu stärkeren Belastungsproben im Team führte. Besonders Fagioli fühlte sich immer wieder durch die von Rennleiter Alfred Neubauer vorgegebene Stallregie benachteiligt, so gleich bei seinem ersten Start für das Team beim Eifelrennen auf dem Nürburgring, wo er über die Bevorzugung von Brauchitschs so verärgert gewesen sein soll, dass er seinen Wagen kurzerhand einfach auf der Strecke abstellte.
Noch größeres Aufsehen erregten die neuen Auto-Union-Rennwagen, die mit ihrer damals als Heckmotor-Bauweise bezeichneten Auslegung kaum noch etwas mit der bis dahin gängigen Vorstellung eines „Rennwagens“ zu tun hatten. Wie selten in der Grand-Prix-Geschichte gelang es damit dem sächsischen Automobilkonzern, sich als absolute Neueinsteiger direkt aus dem Stand in die internationale Spitzengruppe zu katapultieren. Dabei war das Unternehmen – ein Zusammenschluss von DKW, Wanderer, Audi und Horch – überhaupt erst zwei Jahre vorher gegründet worden. Um dem jungen Konzern eine bessere Bekanntheit zu verschaffen, erschien eine Beteiligung auf höchster motorsportlicher Ebene als geeignetes Mittel. So kam ein Abkommen mit dem bekannten Konstrukteur Ferdinand Porsche zustande, der nach seiner langjährigen Tätigkeit in Diensten von Daimler-Benz, wo unter anderem unter seiner Leitung die erfolgreiche S-/SS-/SSK-/SSKL-Modellreihe entstanden war, jetzt als unabhängiger Konstrukteur mit seinem Partner Adolf Rosenberger bereits seit einiger Zeit auf der Suche nach einem Geldgeber für sein Projekt eines Reichsrennwagens war. Dafür griffen sie das Grundprinzip des bereits 1924 bei Benz & Cie. entstandenen Tropfenwagens mit hinter dem Fahrersitz angeordnetem Motor, Stromlinienkarosserie und Einzelradaufhängung auf, mit dem Rosenberger Mitte der 1920er Jahre selbst eine Zeit lang bei Wettbewerben angetreten war. Porsches Konzept bestand darin, dank extremer Gewichtseinsparung – neben der bauartbedingt erheblich kürzeren Antriebswelle und der neuartigen Rohrrahmenbauweise für das Chassis wurde auch ein Motorblock aus Leichtmetall verwendet – innerhalb des vorgegebenen Gewichtslimits einen möglichst großen Motor in dem Wagen unterzubringen, bei dem unter Verzicht auf Mehrventiltechnik und Beschränkung auf eine einzige gemeinsame obenliegende Nockenwelle für beide Zylinderbänke nicht maximale Drehzahl und Leistungsausbeute im Vordergrund standen, sondern der Schwerpunkt auf Elastizität, günstigen Drehmomentverlauf und vor allem ein optimales Leistungsgewicht gelegt wurde. Mit 4,4 Liter Hubraum erreichte der Sechzehnzylinder-V-Motor seines P-Wagens („P“ wie „Porsche“) Dimensionen, wie man sie bis dahin nur bei den Monsterrennwagen der formelfreien Zeit, wie dem Bugatti Type 54 oder den doppelmotorigen Modellen Alfa Romeo Tipo A und Maserati V5 gesehen hatte. Genau eine solche Entwicklung sollte jedoch mit der Einführung der Gewichtsformel verhindert werden!
Einziger wirklicher Spitzenfahrer des von Rennleiter Willy Walb geführten Teams, das trotz ebenfalls staatlicher Förderung im Verhältnis zu Daimler-Benz über deutlich weniger Mittel verfügte, war Hans Stuck, der mit seinen souverän herausgefahrenen Siegen in den Großen Preisen von Deutschland und der Schweiz sowie beim Masaryk-Rennen in der Tschechoslowakei in den Kreis der absoluten Grand-Prix-Elite aufrückte. Dabei galt der neuartige Auto-Union-Rennwagen ob seiner ungewohnten Auslegung in Fahrerkreisen als extrem schwer zu fahren. Weitere Erfolge, wie z. B. ein durchaus möglicher Dreifachsieg beim Großen Preis von Italien, wurden jedoch durch Konstruktionsfehler – in diesem Fall hatte die aus Gewichtsgründen direkt durch die Chassisrohre geleitete Kühlerflüssigkeit eine zu starke Aufheizung des Cockpits bewirkt – und andere Kinderkrankheiten verhindert.
Auch das Mercedes-Team musste sich den richtigen Umgang mit der hochgezüchteten neuen Technik erst noch erarbeiten und dabei immer wieder Detailprobleme ausräumen. In der zweiten Saisonhälfte kamen die Silberpfeile aber immer besser ins Fahrt. Bei der Coppa Acerbo von Pescara behielt Fagioli nach einem verbissenen Kampf mit der Alfa-Romeo-Mannschaft, der mit dem tödlichen Unfall von Alfa Romeos Hoffnungsträger Guy Moll endete, am Ende die Oberhand. Auch beim Großen Preis von Italien ging Fagioli als Erster durchs Ziel, nachdem es hier zunächst noch nach einem weiteren sicheren Sieg für Stuck ausgesehen hatte. Einen ähnlichen Verlauf nahm auch der Große Preis von Spanien, wo Fagioli nach dem frühen Ausfall Stucks erneut mit großem Vorsprung vor seinem Stallgefährten Caracciola und dem Rest des Felds siegte.
Mit je zwei Siegen bei Internationalen Großen Preisen von Alfa Romeo (Moll und Chiron in Monaco und Frankreich), Auto Union (Stuck in Deutschland und in der Schweiz) und Mercedes (Caracciola/Fagioli gemeinsam in Italien und Fagioli allein in Spanien) war damit zumindest auf dem Papier kein Team als eindeutiger Sieger aus der Saison hervorgegangen. Auch bei den anderen wichtigen internationalen Rennen waren mit Siegen für Alfa Romeo in Tripoli (Varzi) und auf der AVUS (Moll), Mercedes-Benz beim Eifelrennen (von Brauchitsch) und in Pescara (Fagioli) sowie Stuck für die Auto Union in Brünn die Erfolge einigermaßen gleichmäßig verteilt, wobei die Scuderia Ferrari jedoch dank der Teilnahme an den vielen weiteren regionalen Rennveranstaltungen alles in allem mit großem Abstand das meiste Start- und Preisgeld einfahren konnte. Mit Achille Varzi war es auch ein Alfa-Romeo-Pilot, der nach diesem Kriterium als erfolgreichster Einzelfahrer abgeschnitten hatte und gleichzeitig auch die italienische Meisterschaft erringen konnte. Die Formkurve sprach allerdings deutlich zugunsten der beiden deutschen Teams. In der Literatur werden außerdem bisweilen Louis Chiron oder Hans Stuck für 1934 als Europameister geführt. Das beruht jedoch zumeist auf persönlichen Berechnungen einiger Motorsportjournalisten. Ein solches Championnat wurde erst in der Saison 1935 wieder durchgeführt.
Nach dem desaströsen Verlauf der Vorsaison war schließlich auch das Jahr 1934 von einer Reihe tragischer Ereignisse überschattet. Mit Carlo Pedrazzini (Alessandria), Giovanni Alloatti (Targa Florio), Emil Frankl (Eifelrennen), Jean Gaupillat (Dieppe), Guy Moll (Pescara), Hugh Hamilton (GP Schweiz) und Josef Brázdil (Brno) kamen insgesamt sieben Fahrer während eines Rennens oder einer Trainingssitzung am Steuer ihrer Grand-Prix-Rennwagen ums Leben. Daneben kam es zu einer weiteren Reihe von Unfällen mit schweren Verletzungsfolgen, darunter Tazio Nuvolari (Alessandria), Manfred von Brauchitsch (GP Deutschland) und Jean Bénéjean (Peronne). Mit Bénéjean, dem in der Folge ein Bein amputiert werden musste, und Brázdil, dessen Tod beim Rennen in Brno sich unter ganz mysteriösen Umständen ereignete – nach seiner Inhaftierung wegen finanzieller Unstimmigkeiten um die Bezahlung seines Rennwagens war er kurzfristig freigekommen, um an Training und Rennen teilnehmen zu können – waren darunter auffälligerweise zwei ganz besonders unerfahrene Fahrer vertreten, die beide noch nie einen Grand-Prix-Wagen bewegt hatten.

## Rennkalender
Die Saison umfasste sechs Grandes Épreuves. Daneben wurden in diesem Jahr noch etwa 30 weitere wichtige internationale Rennen für Grand-Prix-Wagen ausgerichtet, was häufig zu unvermeidlichen Terminkollisionen zwischen den verschiedenen Veranstaltungen führte.

### Grandes Épreuves
|   | Datum  | Rennen                       | Strecke                      | Sieger                                            | Statistik |
| - | ------ | ---------------------------- | ---------------------------- | ------------------------------------------------- | --------- |
| 1 | 02.04. | Großer Preis von Monaco      | Circuit de Monaco            | Guy Moll (Alfa Romeo)                             | Statistik |
| 2 | 01.07. | Großer Preis des ACF         | Autodrome de Linas-Montlhéry | Louis Chiron (Alfa Romeo)                         | Statistik |
| 3 | 15.07. | Großer Preis von Deutschland | Nürburgring                  | Hans Stuck (Auto Union)                           | Statistik |
| 4 | 29.07. | Großer Preis von Belgien     | Circuit de Spa-Francorchamps | René Dreyfus (Bugatti)                            | Statistik |
| 5 | 09.09. | Großer Preis von Italien     | Autodromo di Monza           | Rudolf Caracciola / Luigi Fagioli (Mercedes-Benz) | Statistik |
| 6 | 23.09. | Großer Preis von Spanien     | Circuito Lasarte             | Luigi Fagioli (Mercedes-Benz)                     | Statistik |

### Weitere Rennen
| Datum  | Rennen                            | Strecke                             | Sieger                                  | Statistik |
| ------ | --------------------------------- | ----------------------------------- | --------------------------------------- | --------- |
| 22.04. | Circuito di Alessandria           | Circuito Pietro Bordino             | Achille Varzi (Alfa Romeo)              |           |
| 06.05. | Gran Premio di Tripoli            | Autodromo della Mellaha             | Achille Varzi (Alfa Romeo)              |           |
| 13.05. | Großer Preis von Finnland         | Eläintarha                          | Eugen Bjørnstad (Alfa Romeo)            |           |
| 20.05. | Targa Florio                      | Piccolo circuito delle Madonie      | Achille Varzi (Alfa Romeo)              |           |
| 20.05. | Grand Prix des Frontières         | Circuit de Chimay                   | Willy Longueville (Bugatti)             |           |
| 20.05. | Großer Preis von Casablanca       | Circuit d’Anfa                      | Louis Chiron (Alfa Romeo)               |           |
| 27.05. | AVUS-Rennen                       | AVUS                                | Guy Moll (Alfa Romeo)                   |           |
| 27.05. | Grand Prix de Picardie            | Péronne                             | Benoît Falchetto (Maserati)             |           |
| 02.06. | Mannin Moar                       | Douglas Circuit                     | Brian E. Lewis (Alfa Romeo)             |           |
| 03.06. | Eifelrennen                       | Nürburgring                         | Manfred von Brauchitsch (Mercedes-Benz) |           |
| 03.06. | Großer Preis von Montreux         | Montreux                            | Carlo Felice Trossi (Alfa Romeo)        |           |
| 03.06. | Gran Premio de Penya Rhin         | Circuit de Montjuïc                 | Achille Varzi (Alfa Romeo)              |           |
| 08.07. | Grand Prix de la Marne            | Reims-Gueux                         | Louis Chiron (Alfa Romeo)               |           |
| 15.07. | Großer Preis von Vichy            | Vichy                               | Carlo Felice Trossi (Alfa Romeo)        |           |
| 22.07. | Grand Prix de Dieppe              | Circuit de Dieppe                   | Philippe Étancelin (Maserati)           |           |
| 22.07. | Grand Prix d’Albi                 | Circuit des Planques                | Buddy Featherstonhaugh (Maserati)       |           |
| 22.07. | Coppa Ciano                       | Circuito di Montenero               | Achille Varzi (Alfa Romeo)              |           |
| 15.08. | Coppa Acerbo                      | Circuito di Pescara                 | Luigi Fagioli (Mercedes-Benz)           |           |
| 19.08. | Grand Prix de Nice                | Circuit de la Promenade des Anglais | Achille Varzi (Alfa Romeo)              |           |
| 26.08. | Großer Preis der Schweiz          | Bremgarten                          | Hans Stuck (Auto Union)                 | Statistik |
| 26.08. | Grand Prix du Comminges           | Circuit du Comminges                | Gianfranco Comotti (Alfa Romeo)         |           |
| 02.09. | Circuito di Biella                | Biella                              | Carlo Felice Trossi (Alfa Romeo)        |           |
| 08.09. | Grand Prix automobile de l’U.M.F. | Autodrome de Linas-Montlhéry        | Benoît Falchetto (Maserati)             |           |
| 30.09. | Masaryk Grand Prix                | Masaryk-Ring                        | Hans Stuck (Auto Union)                 |           |
| 03.10. | Großer Preis von Rio de Janeiro   | Circuito da Gávea                   | Irineu Corrêa (Ford)                    |           |
| 06.10. | Donington Park Trophy             | Donington Park                      | Whitney Straight (Maserati)             |           |
| 13.10. | Mountain Championship             | Brooklands                          | Whitney Straight (Maserati)             |           |
| 13.10. | Gran Premio di Modena             | Circuito di Modena                  | Tazio Nuvolari (Maserati)               |           |
| 21.10. | Gran Premio di Napoli             | Circuito di Napoli                  | Tazio Nuvolari (Maserati)               |           |
| 28.10. | Großer Preis von Algerien         | Circuit de Bouzaréah                | Jean-Pierre Wimille (Bugatti)           |           |

### Voiturette-Rennen
| Datum  | Rennen                    | Strecke                | Sieger                       |
| ------ | ------------------------- | ---------------------- | ---------------------------- |
| 20.05. | Grand Prix des Frontières | Circuit de Chimay      | Willy Longueville (Bugatti)  |
| 27.05. | AVUS-Rennen               | AVUS                   | Pierre Veyron (Bugatti)      |
| 27.05. | Grand Prix de Picardie    | Péronne                | Louis Decaroli (Bugatti)     |
| 03.06. | Eifelrennen               | Nürburgring            | Luigi Castelbarco (Maserati) |
| 22.07. | Grand Prix d’Albi         | Circuit des Planques   | Pierre Veyron (Bugatti)      |
| 26.08. | Prix de Berne             | Bremgarten-Rundstrecke | Richard Seaman (MG)          |
| 30.09. | Masaryk Grand Prix        | Masaryk-Ring           | Giuseppe Farina (Maserati)   |

### Eisrennen
| Datum  | Rennen                    | Strecke             | Sieger                    |
| ------ | ------------------------- | ------------------- | ------------------------- |
| 18.02. | Vallentunaloppet          | Vallentunasjön      | Axel Johnsson (Bugatti)   |
| 25.02. | Großer Preis von Norwegen | Mjøsa (Lillehammer) | Paul Pietsch (Alfa Romeo) |

## Verweise